# 靈異豪宅
《靈異豪宅》（英語：Dream House）是一部2011年由吉姆·谢里丹执导的美国心理驚悚片，由环球影业和摩根溪制作公司出品，丹尼尔·克雷格、麗素·慧絲、娜奥米·沃茨和馬頓·索柯斯主演。该片于2011年9月30日在美国和加拿大上映，遭遇了评论和票房上的双重失败。

## 剧情
威尔·艾登特是纽约一家出版社的成功编辑，他辞掉了工作，以便专注于写作，并有更多时间陪伴妻子莉比和年幼的女儿特丽什和迪迪。一家人最初很高兴能住在费尔菲尔德县森林附近他们的“梦想之家”里。然而，一系列事件让他们感到不安。这一切似乎都与五年前发生在这所房子里的一桩罪行有关：一个名叫彼得·沃德的男人显然谋杀了妻子和两个孩子，并被送进了精神病院，最近因证据不足而被释放。
威尔向邻居安寻求帮助，但她心存疑虑，而她分居的丈夫杰克则表现出公然的敌意。威尔拜访了彼得·沃德曾居住的机构，发现他自己其实就是彼得·沃德。
在导致妻女死亡的袭击中，彼得头部中枪，因此他对谋杀案没有任何记忆。为了应对悲伤，他编造了一个妄想，认为他的家人仍然活着，并根据他的住院病人ID手环“W1-1L 8-10-10”创造了一个新身份“Will Atenton”。出院后，彼得搬回了他被遗弃的房子，这所房子现在已被查封，但在彼得的脑海中，它仍然完好无损。
彼得被当局强制从破旧的房子中带走，并被相信他清白的安收留。彼得最终发现他没有杀害他的妻子和孩子；凶手是一个名叫博伊斯的当地人，他闯入并射杀了彼得的家人。莉比在瞄准博伊斯时，不小心射中了彼得。
彼得和安遭到杰克的袭击，杰克透露他五年前曾雇佣博伊斯杀死安，以报复她与他离婚并获得女儿克洛伊的完全监护权。然而，博伊斯走错了房子，误杀了彼得的家人。在博伊斯的帮助下，杰克决定亲自杀死安，并放火烧毁房子，嫁祸彼得。他还射杀了博伊斯，以消除证人并惩罚他的错误。彼得制服了杰克，并在莉比的帮助下救了安，原来莉比是一个灵魂，她们的女儿也是，而不是彼得的精神投射。杰克在试图逃跑时被烧死。
彼得向妻女的灵魂告别。一段时间后，彼得回到了纽约，出版了一本名为《梦宅》的畅销书，书中讲述了他悲惨的经历。

## 演员
- 丹尼尔·克雷格 饰 威尔·艾登特/彼得·沃德
- 娜奥米·沃茨 饰 安·帕特森
- 麗素·慧絲 饰 莉比·艾登特/伊丽莎白·沃德
- 克莱尔·吉尔 饰 迪迪·艾登特/凯瑟琳·沃德
- 泰勒·吉尔 饰 特丽什·艾登特/比阿特丽斯·沃德
- 馬頓·索柯斯 饰 杰克·帕特森
- 蕾切尔·G·福克斯（英语：Rachel G. Fox） 饰 克洛伊·帕特森
- 伊莱亚斯·科泰斯（英语：Elias Koteas） 饰 博伊斯
- 简·亚历山大 饰 弗兰·格里利医生
- 马丁·罗奇（英语：Martin Roach） 饰 汤米
- 布莱恩·默里（英语：Brian Murray (actor)） 饰 梅德林医生

## 制作
据报道，导演吉姆·谢里丹在片场与摩根溪制片公司的詹姆斯·G·罗宾逊（James G. Robinson）在剧本和影片制作方面屡次发生冲突。据《洛杉磯時報》报道，谢里丹对影片和与摩根溪制片公司的关系不满，曾试图将自己的名字从影片中移除。
据称，谢里丹、丹尼尔·克雷格和麗素·慧絲都不喜欢影片的最终剪辑版本。摩根溪制片公司剪辑的预告片因泄露了影片的主要剧情反转而受到批评。

## 原声带
| 評論得分   | 評論得分 |
| 來源       | 評分     |
| ---------- | -------- |
| Allmusic   | 链接     |
| Filmtracks | 链接     |

《靈異豪宅》的配乐由约翰·德布尼创作，罗伯特·齐格勒指挥。Filmtracks.com 的评论员克里斯蒂安·克莱门森给这部配乐打了四颗星（满分五颗星），称其为“2011年最大的惊喜之一”，并表示：“目前尚不清楚德布尼为《靈異豪宅》所作的配乐被制片公司在最后一刻仓促地为了让影片更具可看性而‘大肆修改’了多少，但德布尼的贡献确实展现出一种连贯的发展流程，至少在专辑中，这是这部混乱作品中一份有价值的纪念品。”该原声带于2011年10月11日发行，收录了15首配乐，总时长56分钟。
| 曲序 | 曲目                       | 时长 |
| ---- | -------------------------- | ---- |
| 1.   | Dream House                | 5:36 |
| 2.   | Little Girls Die           | 2:53 |
| 3.   | Footprints in the Snow     | 3:17 |
| 4.   | Peter Searches             | 6:00 |
| 5.   | Night Fever                | 1:33 |
| 6.   | Intruders                  | 1:41 |
| 7.   | Libby Sees Graffiti        | 2:33 |
| 8.   | Peter Ward's Room          | 2:10 |
| 9.   | Ghostly Playthings         | 3:17 |
| 10.  | Peter Ward's Story         | 3:13 |
| 11.  | Ghost House                | 2:37 |
| 12.  | Remember Libby             | 4:05 |
| 13.  | Murder Flashback           | 3:59 |
| 14.  | Peter Saves Ann/Redemption | 7:29 |
| 15.  | Dream House End Credits    | 5:55 |

## 评价
该片未提前为影评人放映，并遭到严厉批评。根据評論匯總网站爛番茄汇总的90篇评论文章，7%的评论家给予该作正面评价，使之獲得「認證新鮮」標識，平均打分为3.6分（满分10分）。网站的共识是：“《靈異豪宅》节奏缓慢得令人煎熬，沉闷，而且过于明显，根本不吓人。”在Metacritic上，16位影評人共給予了35分的分數（滿分100分），這部電影獲得了「普遍負面評價」。CinemaScore对观众进行的调查显示，该片在A+到F的评分等级中，获得了平均“B”的成绩。
《衛報》的彼得·布拉德肖（Peter Bradshaw）给出了2/5星的评价，称其为“一部中规中矩的电影，既不够吓人，也不够巧妙，尽管四位主演都做得足够称职。”《帝國》杂志的安吉·埃里戈也给出了2/5星的评价，写道：“像大多数同类影片一样，这部电影开局不错，但经不起仔细的理性审视。克雷格和慧絲在一起非常迷人，而神秘感也很吸引人。”《奧斯汀紀事》的马克·萨夫洛夫给出了1/5星的评价，认为“尽管演员阵容和导演都很出色，但仍然是一团令人困惑的混乱。”
《偏锋杂志》的罗布·胡马尼克则更为积极。他给该片打了2.5/4星，写道：“与《前進天堂》等关于家庭的深刻作品相比，《靈異豪宅》是部垃圾，但是一部有趣的垃圾，带有人性的光辉，并且最终没有把自己看得太重。”

## 翻拍
2021年，有报道称摩根溪娱乐（Morgan Creek Entertainment）将开发该片的翻拍版。